# Crevette grise
Crangon crangon
Pour les articles homonymes, voir Boucaud.
Espèce
Synonymes
- Astacus crangon Linnaeus, 1758
- Cancer crangon Linnaeus, 1758
- Crangon vulgaris Fabricius, 1798
- Crangon maculosa Rathke, 1837
- Crangon maculatus Marcusen, 1867
- Steiracrangon orientalis Czerniavsky, 1884

La Crevette grise européenne (Crangon crangon) est une espèce de crevettes de la famille des Crangonidae. Ce petit prédateur du benthos est pêché principalement dans le sud de la mer du Nord où il est très abondant. 

## Répartition et habitats
Cette espèce se rencontre sur toutes les côtes européennes, mer du Nord, mer Baltique, Atlantique, Méditerranée et mer Noire, elle est surtout présente dans les eaux turbides et sableuses du sud de la mer du nord. Elle est pêchée jusque dans certaines parties de la côte du Maroc. Elle vit essentiellement en eaux peu profondes et supporte des eaux légèrement saumâtres.

## Dénominations
Cette espèce porte ou a porté de nombreux noms communs, dont selon DORIS : « Bique, boucaud, boucaut, crangon commun, crevette de sable, crevette grise commune, esquille Crevuche, guernade (en mer du Nord) ». En Baie de Somme, on l'appelle "sauterelle". 

## Description

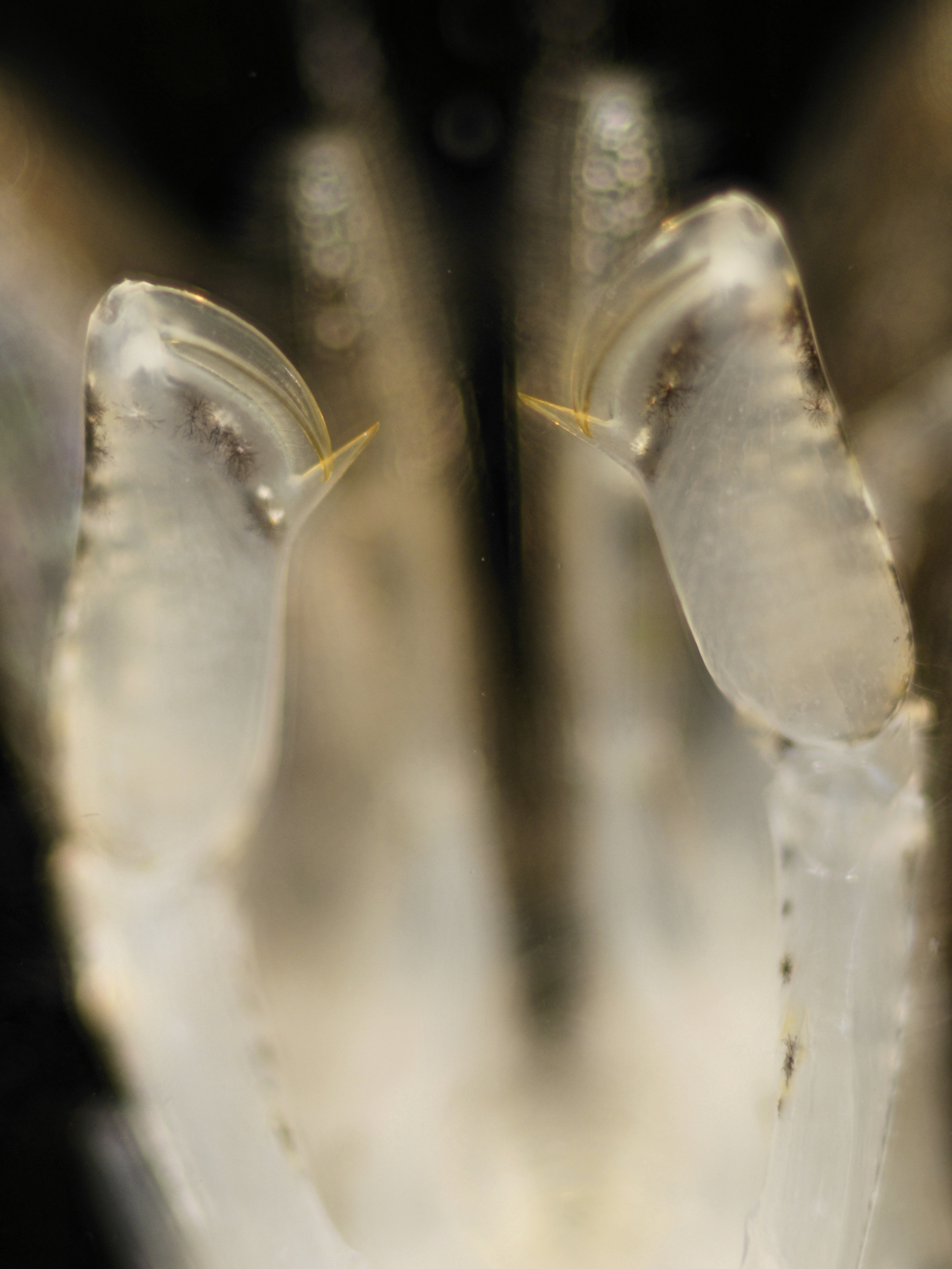
La première paire de pattes est équipée de pinces en forme de crochets.

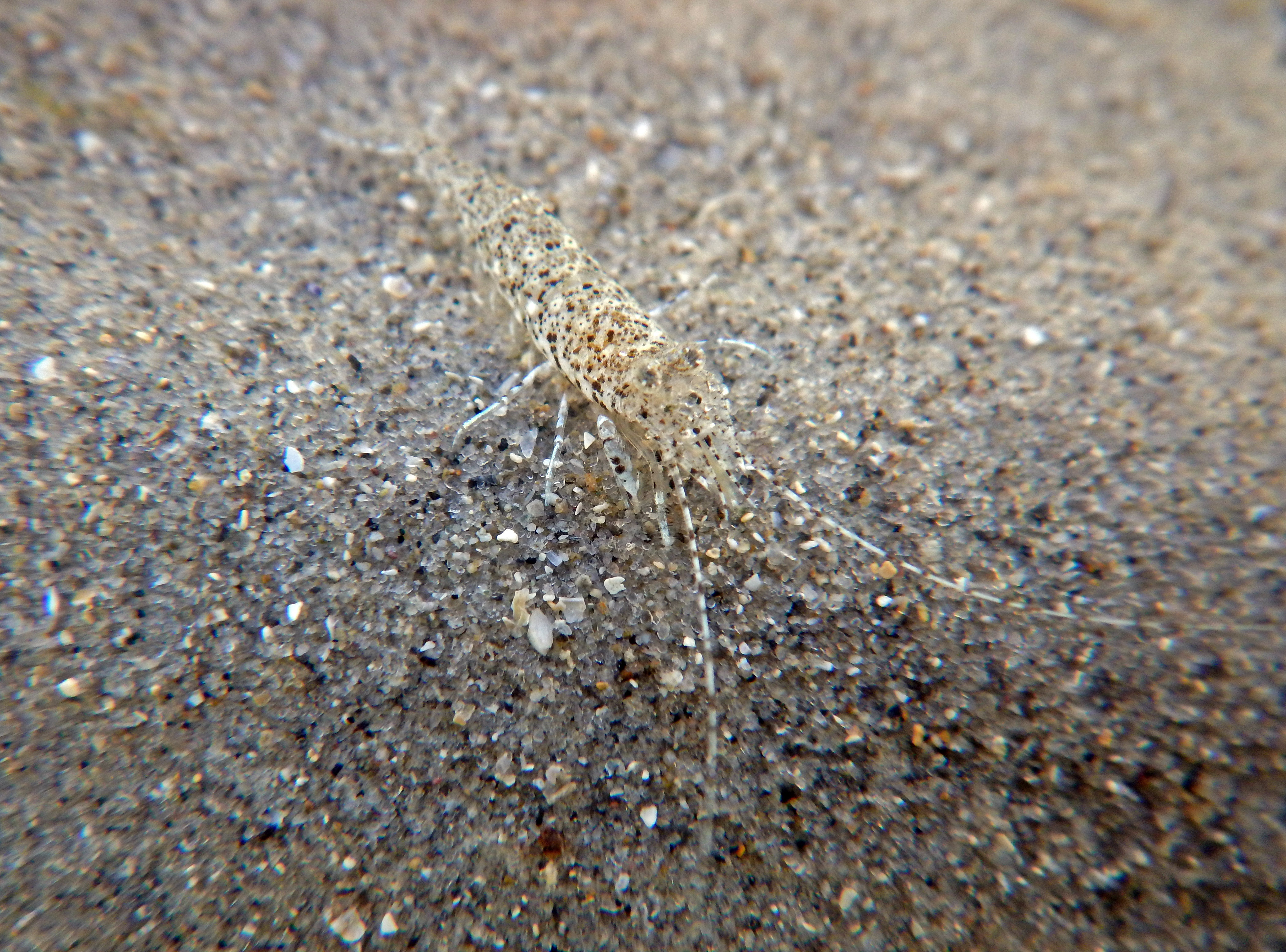
Mimétisme ; cette crevette adopte une robe qui lui permet de se fondre dans son environnement

Crangon crangon mesure de 50 à 80 mm (voire exceptionnellement jusqu'à 90 mm). 
Sa carapace est munie de trois épines, une sur la ligne médio-dorsale, les deux autres disposées latéralement. 
Sa couleur est brune et peut varier selon le fond sur lequel elle est posée.
Dans la famille Crangonidae cette espèce partage avec les sous-chélates une caractéristique physique : les premiers péréiopodes ont un doigt mobile qui se ferme sur une courte projection, plutôt qu'un doigt fixe de taille similaire chez d'autres espèces, et le rostre est court.

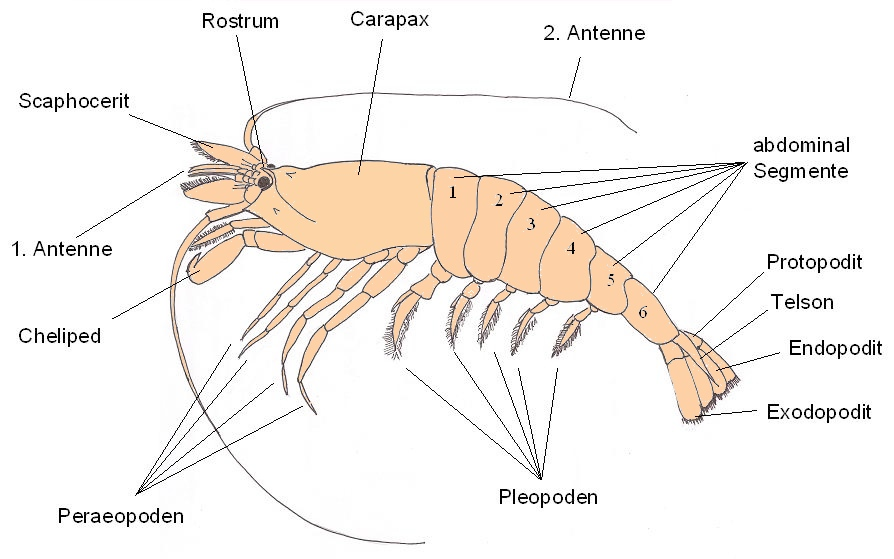
Planche anatomique
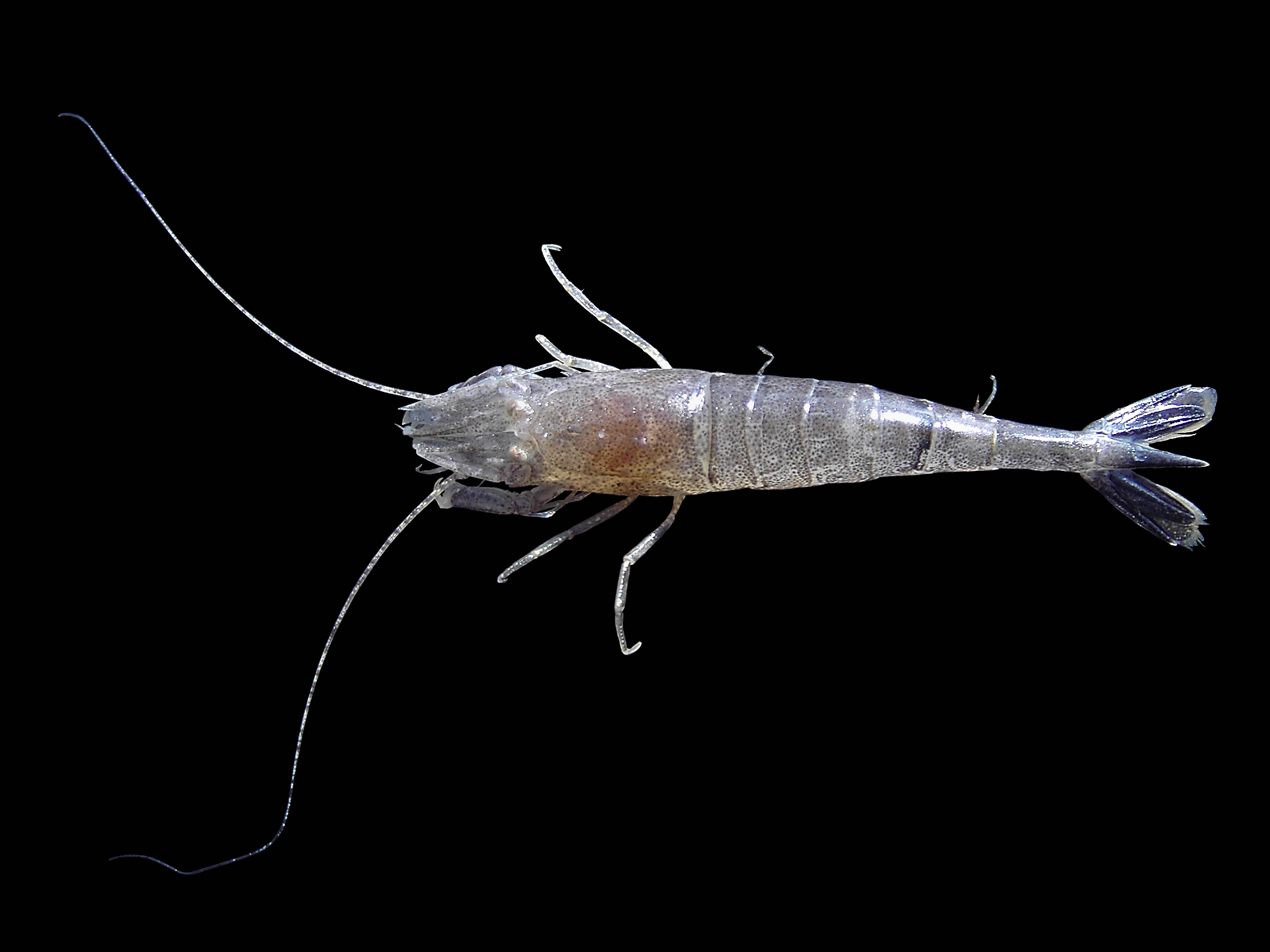
Vue dorsale
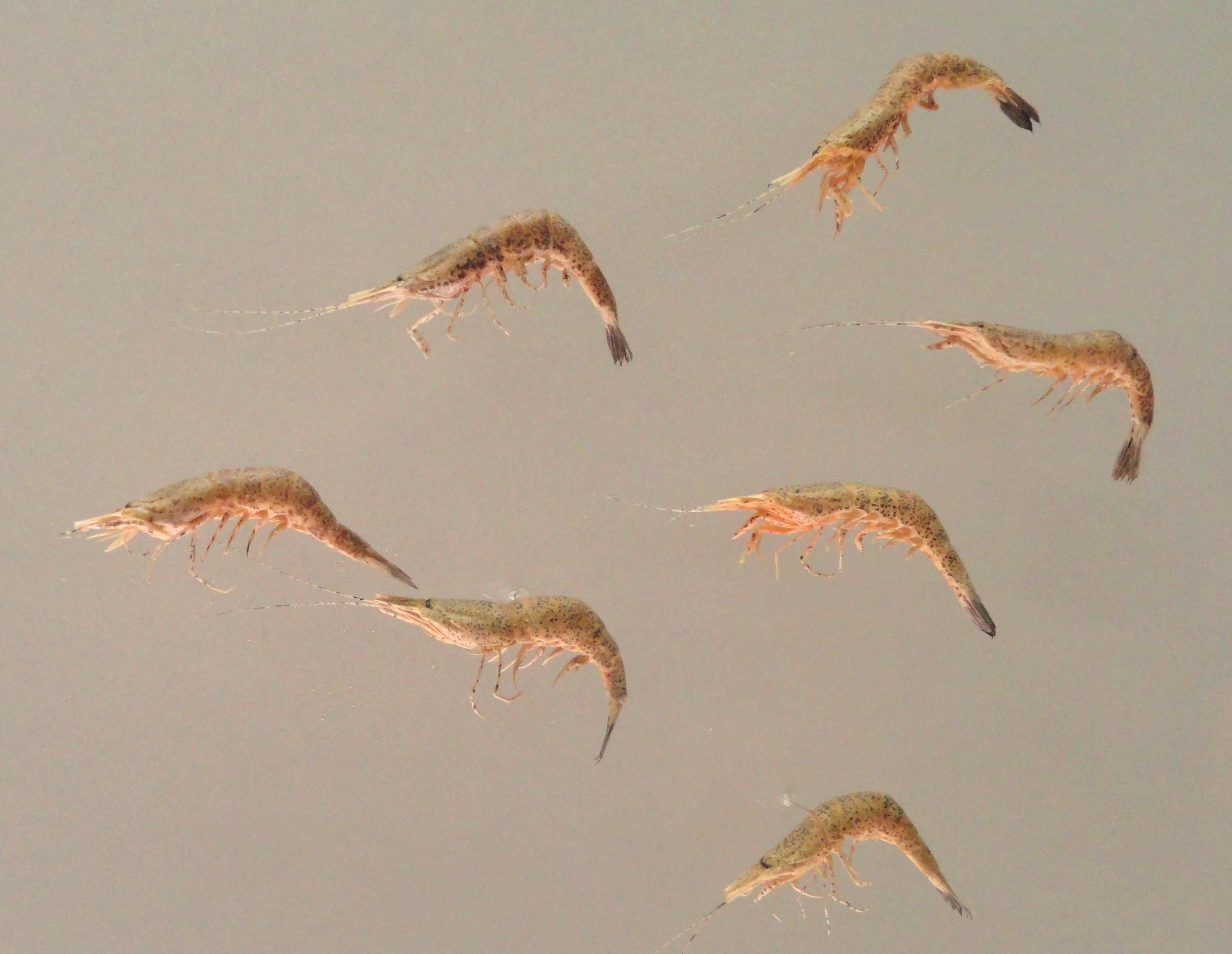
Différentes postures

## Écologie et comportement
Cette espèce est épibenthique (vit près du fond, à de faibles profondeurs) et comme beaucoup de crevettes elle s'alimente essentiellement de nuit. Son régime alimentaire est de type opportuniste et omnivore mais l'espèce se montre volontiers carnivore et charognarde quand elle en a la possibilité. Elle contribue ainsi à nettoyer son environnement des nombreux cadavres et débris organiques (service écosystémique) mais éventuellement aussi à bioaccumuler certaines substances toxiques. 

Là où elle est présente, elle peut être très abondante et a alors un effet significatif sur sa niche écologique et plus généralement les écosystèmes où elle est présente. Les gros spécimens se nourrissent aussi de jeunes alevins de poissons ou de leurs cadavres car des otolithes en sont parfois retrouvés dans l'estomac de ces crevettes (par ex de Pleuronectes platessa), Limanda limanda et Ammodytes tobianus).
Le jour elle est peu active, et reste généralement cachée sous des surplombs rocheux ou enfouie dans le substrat, ne laissant dépasser que ses antennes, pour échapper à ses prédateurs (oiseaux, poissons...).

## Cycle de reproduction
Les femelles sont sexuellement matures quand elles atteignent 22 à 43 mm alors que les mâles le sont à 30-45 mm. 
Les œufs sont portés par la mère puis donnent des larves planctoniques qui subiront cinq mues avant d'atteindre le stade "post-larve", à partir duquel la jeune crevette ne quittera plus la proximité du fond marin.

## Intérêt halieutique et pêcherie

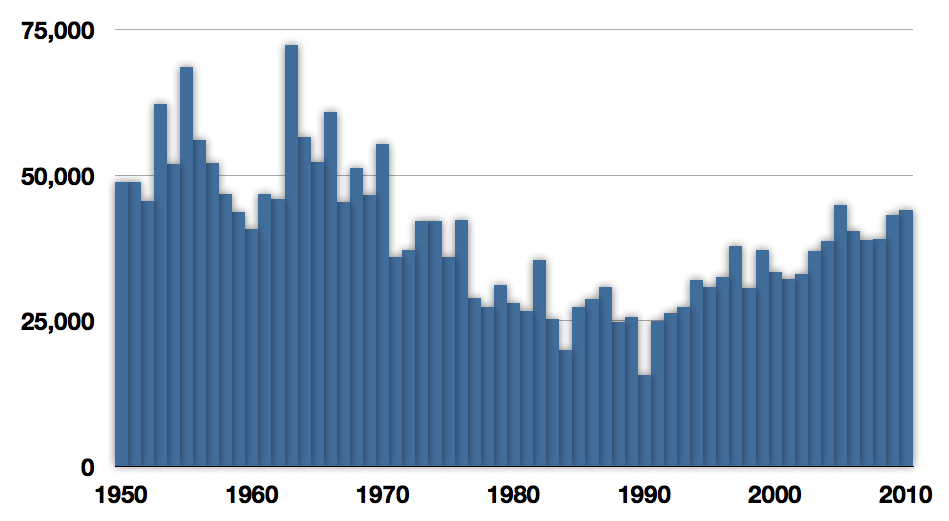
Tonnages de Crangon crangon pêché (en tonnes) selon les données rapportées par les pêcheurs à la FAO (période 1950–2010)

Bien qu'elle ait été très étudiée, cette espèce ne fait pas aujourd'hui l'objet d'élevage. En France, La Cotinière, sur l'île d'Oléron est aujourd'hui le premier port français de la pêche à la crevette grise, et l'un des plus importants d'Europe.  Les tonnages fluctuent selon les années. En 1999, 37 000 t de crevettes grises ont été pêchées, dont 80 % l'ont été en Allemagne et aux Pays-Bas.
La pêche industrielle de cette espèce est en concurrence avec celle de la crevette nordique (Pandalus borealis, pêchée dans les zones arctiques) et avec celle du bouquet (Palaemon serratus) récolté en France tout le long du littoral français, mais surtout avec les crevettes exotiques d'élevage.
En termes d'empreinte écologique et de bilan carbone il est à noter qu'une partie des crevettes grises pêchées dans les pays du nord sont transportées dans des pays du Maghreb où elles sont décortiquées à moindre coût pour être ensuite reconditionnées et renvoyées dans les pays du Nord.

## Génétique et phylogénie
Curieusement, malgré une très large aire naturelle de répartition et une vie dans des eaux parfois concernée par des courants significatifs, les données génétiques et de la biologie moléculaire montrent que les flux de gènes entre populations sont faibles. 
Les Détroits de Gibraltar et du Bosphore en particulier jouent encore un rôle de barrière écologique. 
Les populations orientales de la Méditerranée seraient les plus anciennes. De là l'espèce aurait colonisé les littoraux atlantiques à partir de la fin du Pléistocène.

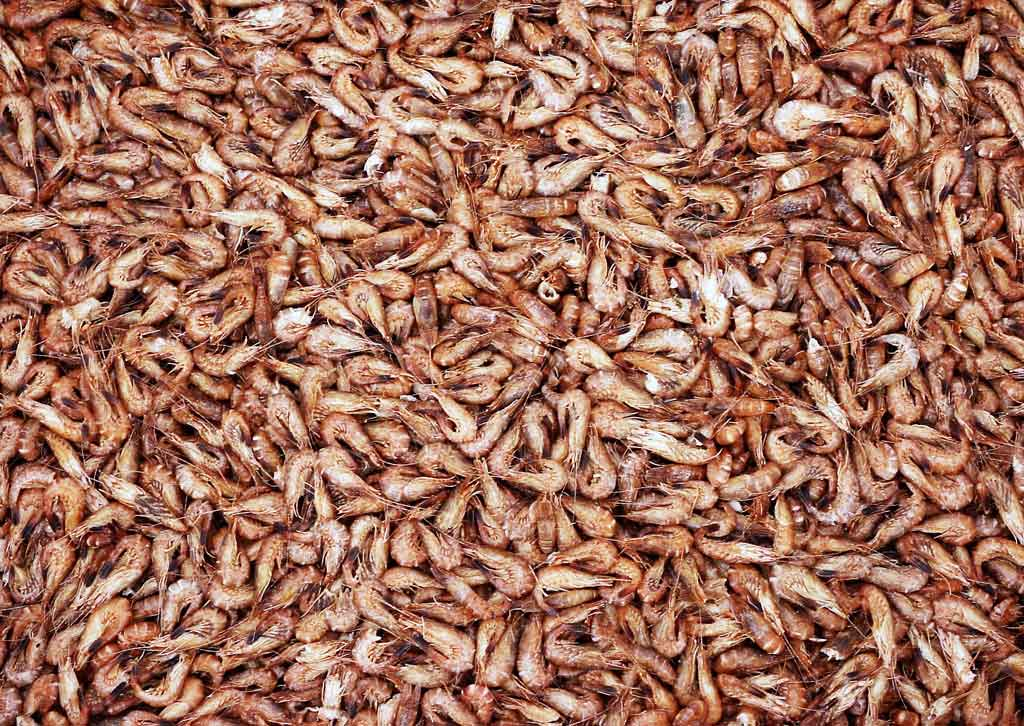
Des crevettes grises pêchées
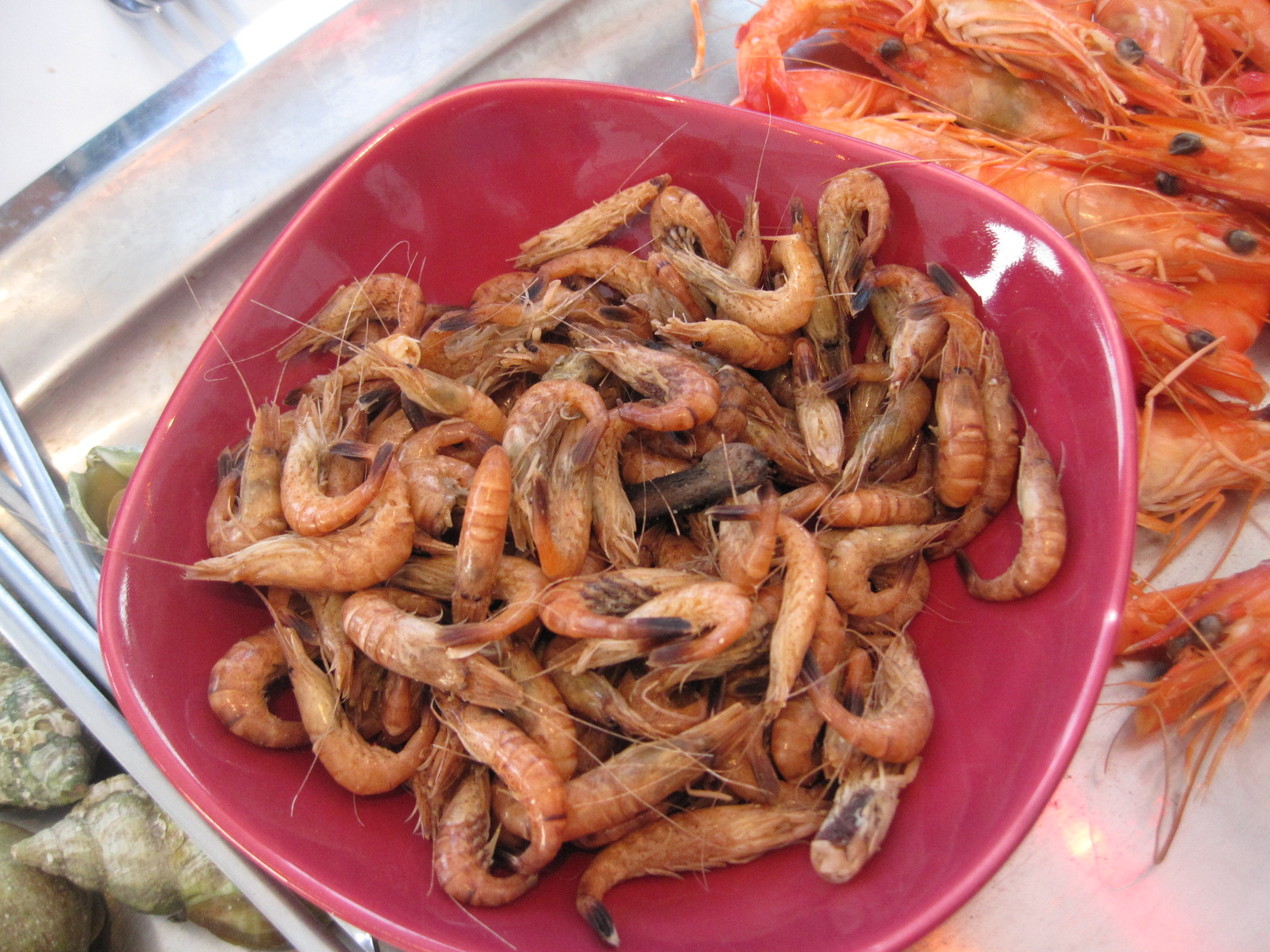
Des crevettes grises en apéritif